# جيسي باكلي
جيسي باكلي (بالإنجليزية: Jessie Buckley)‏ (مواليد 28 ديسمبر 1989) هي ممثلة ومغنية إيرلندية، أشتهرت في دور لورنا بوو في مسلسل تابو.

## وصلات خارجية
- جيسي باكلي على موقع IMDb (الإنجليزية)
- جيسي باكلي على موقع مونزينجر (الألمانية)
- جيسي باكلي على موقع ألو سيني (الفرنسية)
- جيسي باكلي على موقع ميوزك برينز (الإنجليزية)
- جيسي باكلي على موقع أول موفي (الإنجليزية)
- جيسي باكلي على موقع ديسكوغز (الإنجليزية)
- جيسي باكلي على موقع قاعدة بيانات الفيلم (الإنجليزية)